# Serie A1 2020-2021 (pallanuoto maschile)
La Serie A1 2020-2021 è stata la 102ª edizione della massima serie del campionato italiano maschile di pallanuoto. 

## Formula
La regular season sarebbe dovuta iniziare il 3 ottobre 2020 e concludersi l'8 maggio 2021 ed i play-off, con la formula al meglio delle 3 partite su 5, sarebbero dovuti iniziare il 15 maggio e terminare con l'eventuale gara 5 di finale il 27 maggio.
Il 2 ottobre, in seguito alla positività al COVID-19 di alcuni giocatori di squadre partecipanti al campionato, la FIN ha deciso di rinviare l'inizio del campionato facendo gareggiare le squadre in due fasi a gironi. La prima fase, costituita da 4 gironi, ha avuto inizio il 7 novembre ed è terminata il 30 gennaio. Le prime due classificate dei gironi della prima fase accederanno ai due gironi della seconda fase che qualificheranno ai playoff scudetto, composti da quattro squadre, mentre le ultime cinque squadre formeranno il girone dei playout salvezza con partite di andata e ritorno che determineranno la retrocessione in serie A2 dell'ultima classificata.
Il 13 maggio 2021 la FIN dichiara non più recuperabile la partita del girone E Posillipo - Telimar, posticipata per alcune positività al Covid-19, ammettendo dunque allo spareggio per la qualificazione all’Euro Cup il Trieste, che affronterà l’altra terza classificata del girone F: l’Ortigia.
Le squadre sono 13 per la rinuncia della Sport Management. L'unica squadra neopromossa è la Metanopoli che prende il posto del Circolo Canottieri Napoli che a seguito di inadempienze finanziarie non ha potuto iscriversi al campionato ed è ripartita dalla Serie A2.

## Squadre partecipanti
| Club            | Città                    | Piscina                                 | Stagione 2019-2020                                                                                       |
| --------------- | ------------------------ | --------------------------------------- | --- |
| AN Brescia      | Brescia                  | Centro Natatorio Mompiano               | 2ª in Serie A1                                                                                           |
| Florentia       | Firenze                  | Piscina Goffredo Nannini                | 10ª in Serie A1                                                                                          |
| Lazio           | Roma                     | Stadio Olimpico del Nuoto               | 11ª in Serie A1                                                                                          |
| Metanopoli      | San Donato Milanese (MI) | Centro Sportivo Saini (Milano)          | 1ª nel girone Nord Serie A2, promossa dopo la cessione del titolo sportivo del Circolo Canottieri Napoli |
| Ortigia         | Siracusa                 | Piscina Paolo Caldarella                | 3ª in Serie A1                                                                                           |
| Posillipo       | Napoli                   | Piscina Felice Scandone                 | 12ª in Serie A1                                                                                          |
| Pro Recco       | Recco (GE)               | Piscina Punta Sant'Anna                 | 1ª in Serie A1                                                                                           |
| Quinto          | Genova                   | Stadio del Nuoto di Albaro              | 9ª in Serie A1                                                                                           |
| Roma Nuoto      | Roma                     | Foro Italico - Piscina dei "Mosaici"    | 6ª in Serie A1                                                                                           |
| Salerno         | Salerno                  | Piscina Simone Vitale                   | 8ª in Serie A1                                                                                           |
| Savona          | Savona                   | Piscina Carlo Zanelli                   | 5ª in Serie A1                                                                                           |
| Telimar Palermo | Palermo                  | Piscina olimpionica comunale di Palermo | 13ª in Serie A1                                                                                          |
| Trieste         | Trieste                  | Polo Natatorio "Bruno Bianchi"          | 7ª in Serie A1                                                                                           |

## Allenatori
| Club            | Allenatore            |
| --------------- | --------------------- |
| AN Brescia      | Alessandro Bovo       |
| Florentia       | Luca Minetti          |
| Lazio           | Claudio Sebastianutti |
| Metanopoli      | Fabio Gambacorta      |
| Ortigia         | Stefano Piccardo      |
| Posillipo       | Roberto Brancaccio    |
| Pro Recco       | Gabriel Hernández     |
| Quinto          | Gabriele Luccianti    |
| Roma Nuoto      | Massimo Tafuro        |
| Salerno         | Matteo Citro          |
| Savona          | Alberto Angelini      |
| Telimar Palermo | Marco Baldineti       |
| Trieste         | Daniele Bettini       |

## Prima fase

### Gironi
| Gruppo A  |
| Pro Recco |
| Quinto    |
| Salerno   |

| Gruppo B   |
| AN Brescia |
| Roma Nuoto |
| Trieste    |

| Gruppo C        |
| Ortigia         |
| Telimar Palermo |
| Lazio           |

| Gruppo D   |
| Savona     |
| Posillipo  |
| Florentia  |
| Metanopoli |

### Gruppo A
|    | Classifica 2020-2021 | Pti | G | V | N | P | GF | GS | DR  |
| -- | -------------------- | --- | - | - | - | - | -- | -- | --- |
| 1. | Pro Recco            | 12  | 4 | 4 | 0 | 0 | 67 | 17 | +50 |
| 2. | Salerno              | 3   | 4 | 1 | 0 | 3 | 28 | 50 | -22 |
| 3. | Quinto               | 3   | 4 | 1 | 0 | 3 | 24 | 52 | -28 |

| 07/11/20 | 1ª giornata        | 22/01/21 |
| 4-17     | Quinto - Pro Recco | 3-17     |
|          | Riposa: Salerno    |          |

| 05/12/20 | 2ª giornata       | 16/01/21 |
| 11-7     | Salerno - Quinto  | 7-10     |
|          | Riposa: Pro Recco |          |

| 28/11/20 | 3ª giornata         | 30/01/21 |
| 18-0     | Pro Recco - Salerno | 15-10    |
|          | Riposa: Quinto      |          |

### Gruppo B
|    | Classifica 2020-2021 | Pti | G | V | N | P | GF | GS | DR  |
| -- | -------------------- | --- | - | - | - | - | -- | -- | --- |
| 1. | AN Brescia           | 12  | 4 | 4 | 0 | 0 | 75 | 25 | +50 |
| 2. | Trieste              | 6   | 4 | 2 | 0 | 2 | 37 | 50 | -13 |
| 3. | Roma Nuoto           | 0   | 4 | 0 | 0 | 4 | 26 | 63 | -37 |

| 17/02/21 | 1ª giornata        | 12/12/20 |
| 7-12     | Roma - Trieste     | 7-12     |
|          | Riposa: AN Brescia |          |

| 21/11/20 | 2ª giornata       | 16/01/21 |
| 14-7     | AN Brescia - Roma | 25-5     |
|          | Riposa: Trieste   |          |

| 23/12/20 | 3ª giornata          | 30/01/21 |
| 6-17     | Trieste - AN Brescia | 7-19     |
|          | Riposa: Roma         |          |

### Gruppo C
|    | Classifica 2020-2021 | Pti | G | V | N | P | GF | GS | DR  |
| -- | -------------------- | --- | - | - | - | - | -- | -- | --- |
| 1. | Ortigia              | 9   | 4 | 3 | 0 | 1 | 48 | 29 | +19 |
| 2. | Telimar Palermo      | 6   | 4 | 2 | 0 | 2 | 41 | 34 | +7  |
| 3. | Lazio                | 3   | 4 | 1 | 0 | 3 | 23 | 49 | -26 |

| 07/11/20 | 1ª giornata     | 16/01/21 |
| 16-3     | Ortigia - Lazio | 11-7     |
|          | Riposa: Telimar |          |

| 21/11/20 | 2ª giornata       | 23/01/21 |
| 5-8      | Telimar - Ortigia | 14-13    |
|          | Riposa: Lazio     |          |

| 28/11/20 | 3ª giornata     | 30/01/21 |
| 8-7      | Lazio - Telimar | 5-15     |
|          | Riposa: Ortigia |          |

### Gruppo D
|    | Classifica 2020-2021 | Pti | G | V | N | P | GF | GS | DR  |
| -- | -------------------- | --- | - | - | - | - | -- | -- | --- |
| 1. | Posillipo            | 16  | 6 | 5 | 1 | 0 | 64 | 48 | +16 |
| 2. | Savona               | 12  | 6 | 4 | 0 | 2 | 74 | 53 | +21 |
| 3. | Metanopoli           | 7   | 6 | 2 | 1 | 3 | 49 | 57 | -8  |
| 4. | Florentia            | 0   | 6 | 0 | 0 | 6 | 45 | 74 | -29 |

| 07/11/20 | 1ª giornata           | 12/12/20 |
| 14-6     | Savona - Metanopoli   | 12-9     |
| 16-7     | Posillipo - Florentia | 9-8      |

| 21/11-19/12/20 | 2ª giornata            | 16/01/21 |
| 7-11           | Metanopoli - Posillipo | 7-7      |
| 9-14           | Florentia - Savona     | 8-15     |

| 28/11/20-23/01/21 | 3ª giornata            | 30/01/21 |
| 12-13             | Savona - Posillipo     | 7-8      |
| 11-5              | Metanopoli - Florentia | 9-8      |

## Seconda fase

### Gironi
| Gruppo E        |
| Pro Recco       |
| Posillipo       |
| Trieste         |
| Telimar Palermo |

| Gruppo F   |
| AN Brescia |
| Ortigia    |
| Salerno    |
| Savona     |

| Gruppo G   |
| Quinto     |
| Roma Nuoto |
| Lazio      |
| Metanopoli |
| Florentia  |

### Gruppo E
|    | Classifica 2020-2021 | Pti | G | V | N | P | GF  | GS | DR  |
| -- | -------------------- | --- | - | - | - | - | --- | -- | --- |
| 1. | Pro Recco            | 18  | 6 | 6 | 0 | 0 | 105 | 31 | +74 |
| 2. | Telimar Palermo      | 7   | 5 | 2 | 1 | 2 | 44  | 58 | -14 |
| 3. | Trieste              | 3   | 6 | 0 | 3 | 3 | 43  | 66 | -23 |
| 4. | Posillipo            | 2   | 5 | 0 | 2 | 3 | 31  | 68 | -37 |

| 24/02-03/03/21 | 1ª giornata           | 14-17/04/21 |
| 21-4           | Pro Recco - Posillipo | 23-4        |
| 7-13           | Trieste - Telimar     | 10-10       |

| 13/03/21 | 2ª giornata         | 30/04-01/05/21 |
| 5-15     | Telimar - Pro Recco | 6-17           |
| 8-8      | Posillipo - Trieste | 6-6            |

| 27/03/21 | 3ª giornata         | 08/05/21 |
| 10-9     | Telimar - Posillipo | sosp.    |
| 7-16     | Trieste - Pro Recco | 5-13     |

### Gruppo F
|    | Classifica 2020-2021 | Pti | G | V | N | P | GF | GS | DR  |
| -- | -------------------- | --- | - | - | - | - | -- | -- | --- |
| 1. | AN Brescia           | 18  | 6 | 6 | 0 | 0 | 77 | 36 | +41 |
| 2. | Savona               | 10  | 6 | 3 | 1 | 2 | 60 | 59 | +1  |
| 3. | Ortigia              | 5   | 6 | 1 | 2 | 3 | 44 | 55 | -11 |
| 4. | Salerno              | 1   | 6 | 0 | 1 | 5 | 43 | 74 | -31 |

| 24/02/21 | 1ª giornata         | 14/04/21 |
| 11-7     | AN Brescia - Savona | 17-11    |
| 13-5     | Ortigia - Salerno   | 10-10    |

| 13/03-10/04/21 | 2ª giornata          | 30/04/21 |
| 7-16           | Salerno - AN Brescia | 5-12     |
| 10-6           | Savona - Ortigia     | 9-9      |

| 26-27/03/21 | 3ª giornata          | 07-08/05/21 |
| 7-12        | Salerno - Savona     | 9-11        |
| 5-11        | Ortigia - AN Brescia | 1-10        |

### Gruppo G
|    | Classifica 2020-2021 | Pti | G | V | N | P | GF | GS | DR  |
| -- | -------------------- | --- | - | - | - | - | -- | -- | --- |
| 1. | Quinto               | 24  | 8 | 8 | 0 | 0 | 94 | 58 | +36 |
| 2. | Roma Nuoto           | 12  | 8 | 4 | 0 | 4 | 69 | 80 | -11 |
| 3. | Metanopoli           | 9   | 8 | 3 | 0 | 5 | 71 | 77 | -6  |
| 4. | Lazio                | 9   | 8 | 3 | 0 | 5 | 64 | 72 | -8  |
| 5. | Florentia            | 6   | 8 | 2 | 0 | 6 | 72 | 83 | -11 |

| 27/02-19/03/21 | 1ª giornata         | 30/04/21 |
| 11-8           | Quinto - Metanopoli | 11-10    |
| 11-5           | Florentia - Lazio   | 6-13     |
|                | Riposa: Roma        |          |

| 10/04/21 | 4ª giornata        | 22/05/21 |
| 6-8      | Lazio - Metanopoli | 10-9     |
| 10-11    | Florentia - Roma   | 10-7     |
|          | Riposa: Quinto     |          |

| 31/03-03/04/21 | 2ª giornata       | 08/05/21 |
| 6-12           | Lazio - Quinto    | 4-9      |
| 10-11          | Metanopoli - Roma | 8-12     |
|                | Riposa: Florentia |          |

| 17/04/21 | 5ª giornata            | 29/05/21 |
| 5-9      | Roma - Quinto          | 6-13     |
| 10-9     | Metanopoli - Florentia | 8-7      |
|          | Riposa: Lazio          |          |

| 27/03-21/04/21 | 3ª giornata        | 15/05/21 |
| 9-7            | Roma - Lazio       | 8-13     |
| 13-9           | Quinto - Florentia | 16-10    |
|                | Riposa: Metanopoli |          |

## Play-off

### Semifinali
| Arbitri: | D. Bianco Ferrari |

|                                                      |           |                                                                                  |
| Bruni: 2 Vuskovic, Rizzo, Fondelli, Iocchi Gratta: 1 | Marcatori | 4: Echenique 2: Younger, Ivović, Luongo 1: Di Fulvio, Mandić, Figlioli, Velotto, |

| Arbitri: | Petronilli Gomez |

|                                                                 |           | |
| Marziali: 2 Del Basso, Vlahović, Fabiano, Lo Cascio, Lo Dico: 1 | Marcatori | 2: Joković, Renzuto Iodice, Vlachopoulos 1: Dolce, Presciutti, Lazić, Cannella, Alesiani, Di Somma |

| Arbitri: | Navarra Ricciotti |

|                                                                              |           |                                     |
| Di Fulvio, Aicardi: 4 Figlioli, Echenique: 3 Mandić, Presciutti: 2 Luongo: 1 | Marcatori | 2: Rizzo 1: Fondelli, Iocchi Gratta |

| Arbitri: | Severo Ercoli |

| |           |                                                        |
| Vlachopoulos: 4 Renzuto Iodice: 2 Presciutti, Lazić, Joković, Nikolaidis, Cannella, Di Somma, Gitto: 1 | Marcatori | 2: Marziali 1: Del Basso, Vlahović, Lo Cascio, Damonte |

### Finale 5º posto
| Arbitri: | L. Bianco Colombo |

|                                                                  |           |                                                      |
| Mezzarobba, Bini, Mladossich: 3 Buljubašić: 2 Razzi, Turković: 1 | Marcatori | 4: Napolitano 3: Rossi 1: Ferrero, Giacoppo, Vidović |

| Arbitri: | Colombo Brasiliano |

|                                                         |           |                                             |
| Gallo: 3 Mirarchi: 2 Rocchi, Ferrero, Rossi, Vidović: 1 | Marcatori | 2: Milakovic 1: Petronio, Razzi, Mezzarobba |

### Finale 3º posto
| Arbitri: | Ricciotti Savinovic |

|                                                           |           |                                                |
| Patchaliev: 3 Vuskovic, Molina, Rizzo, Bruni, Fondelli: 1 | Marcatori | 2: Del Basso 1: Lo Cascio, Damonte, Migliaccio |

| Arbitri: | Frauenfelder Calabrò |

|                                                          |           |                                                                                 |
| Vlahović: 6 Del Basso: 3 Damonte: 2 Galioto, Gilberti: 1 | Marcatori | 4: Molina, Rizzo, Iocchi Gratta 2: Campopiano, Fondelli 1: Patchaliev, Vuskovic |

### Finale Scudetto
| Arbitri: | Colombo Peris |

|                                                              |           |                                                                       |
| Figlioli, Echenique: 2 Di Fulvio, Ivović, Aicardi, Luongo: 1 | Marcatori | 4: Vlachopoulos 1: Dolce, Lazić, Nikolaidis, Renzuto Iodice, Alesiani |

| Arbitri: | Severo Petronilli |

|                                                       |           |                                     |
| Mandić: 3 Echenique: 2 Di Fulvio, Figlioli, Ivović: 1 | Marcatori | 2: Di Somma 1: Presciutti, Alesiani |

| Arbitri: | Gomez Stampalija |

|                                                 |                      |                                                               |
| Renzuto Iodice: 6 Presciutti: 3 Vlachopoulos: 2 | Marcatori            | 4: Di Fulvio 3: Echenique 1: Younger, Ivović, Aicardi, Luongo |
| Renzuto Iodice Joković Presciutti Vlachopoulos  | Tiri di rigore 4 – 2 | Ivović Di Fulvio Echenique Figlioli                           |

| Arbitri: | Paoletti Peris |

|                                                                            |           |                                                                                      |
| Dolce: 4 Joković, Cannella: 2 C. Presciutti, Nikolaidis, Renzuto Iodice: 1 | Marcatori | 2: Mandić, Figlioli 1: Di Fulvio, Younger, N. Presciutti, Echenique, Aicardi, Luongo |

## Verdetti
- AN Brescia Campione d'Italia

- Pro Recco in LEN Champions League

- Savona ammesso ai playoff di LEN Champions League

- Telimar Palermo alla fase a gironi di LEN Euro Cup

- Ortigia ai playoff di LEN Euro Cup

- Florentia retrocessa in Serie A2.